# Rhodothamnus
Rhodothamnus är ett släkte av ljungväxter. Rhodothamnus ingår i familjen ljungväxter.
Kladogram enligt Catalogue of Life:
| Rhodothamnus | \| \| Rhodothamnus chamaecistus \| \| \| \| \| \| Rhodothamnus sessillifolius \| \| \| \| |
|              | \| \| Rhodothamnus chamaecistus \| \| \| \| \| \| Rhodothamnus sessillifolius \| \| \| \| |
|              | Rhodothamnus chamaecistus                                                                 |
|              |                                                                                           |
|              | Rhodothamnus sessillifolius                                                               |
|              |                                                                                           |

## Bildgalleri

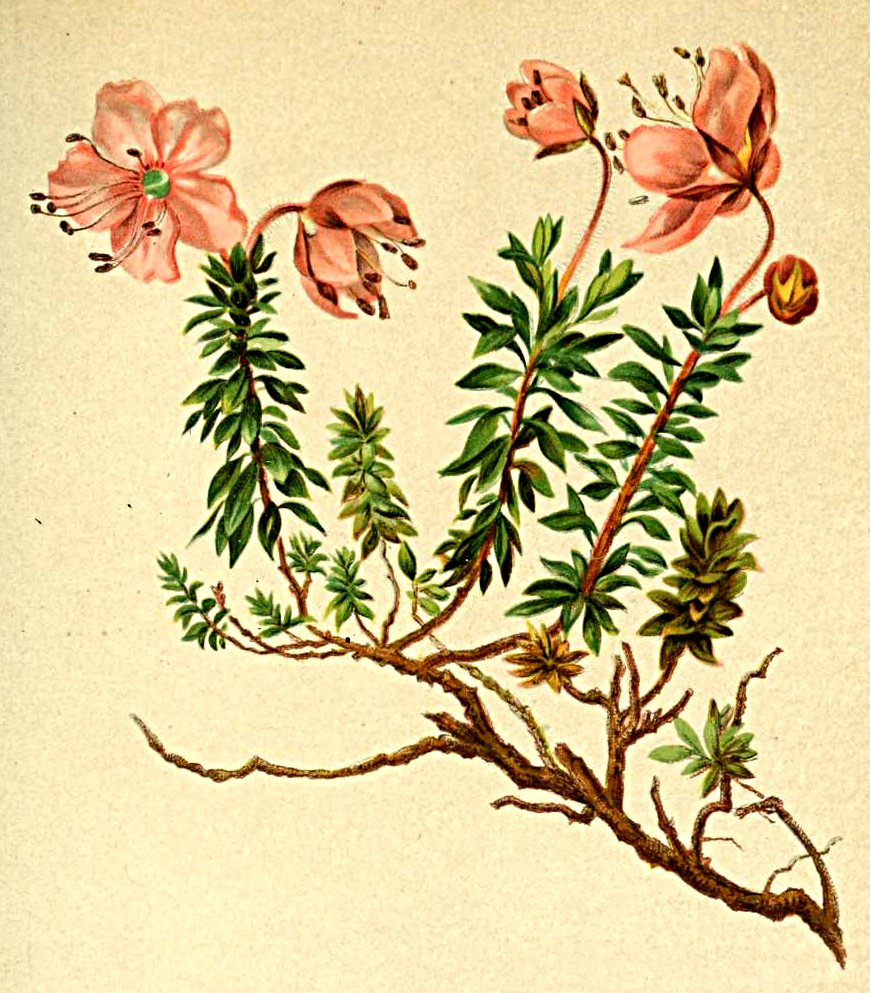
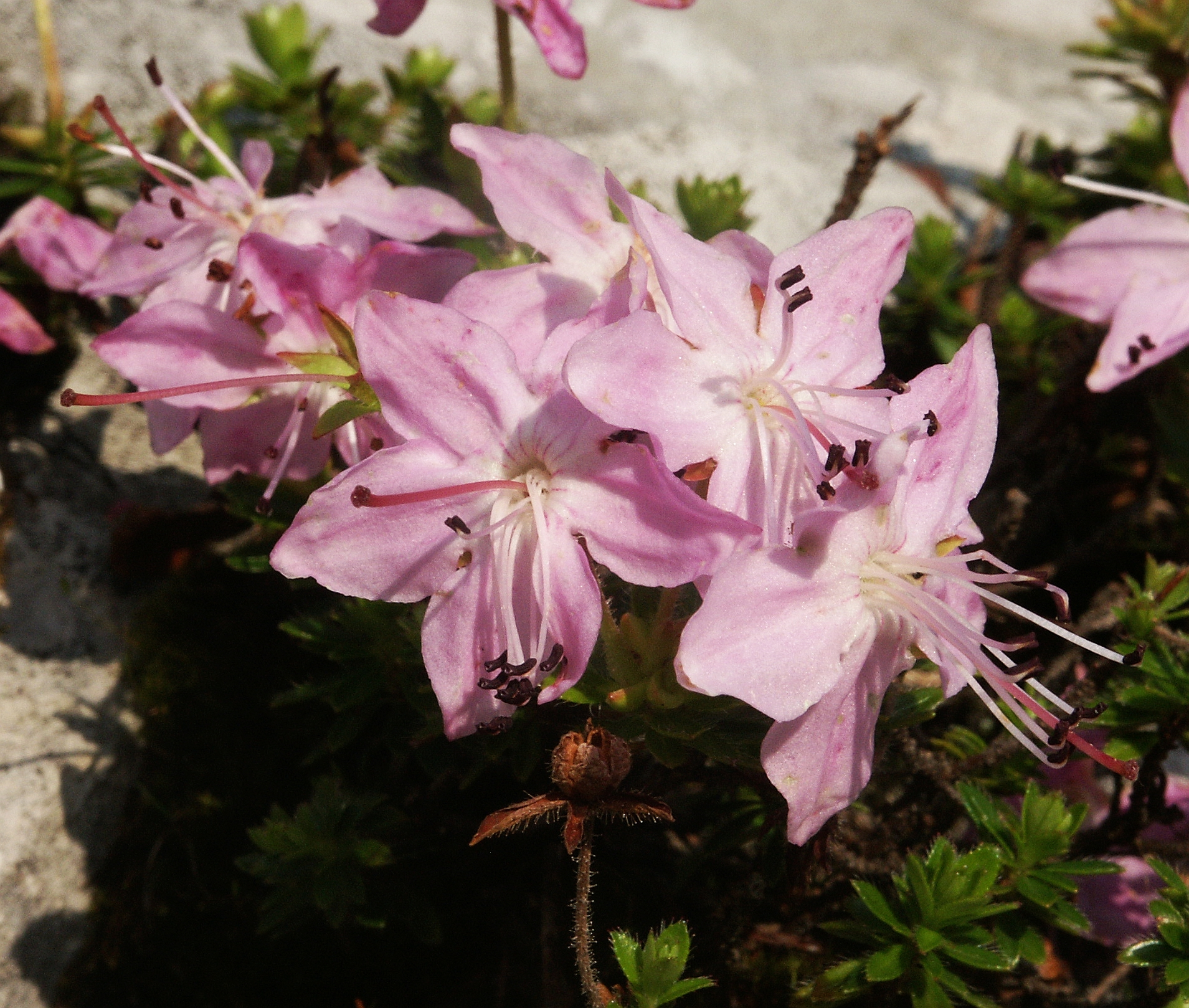
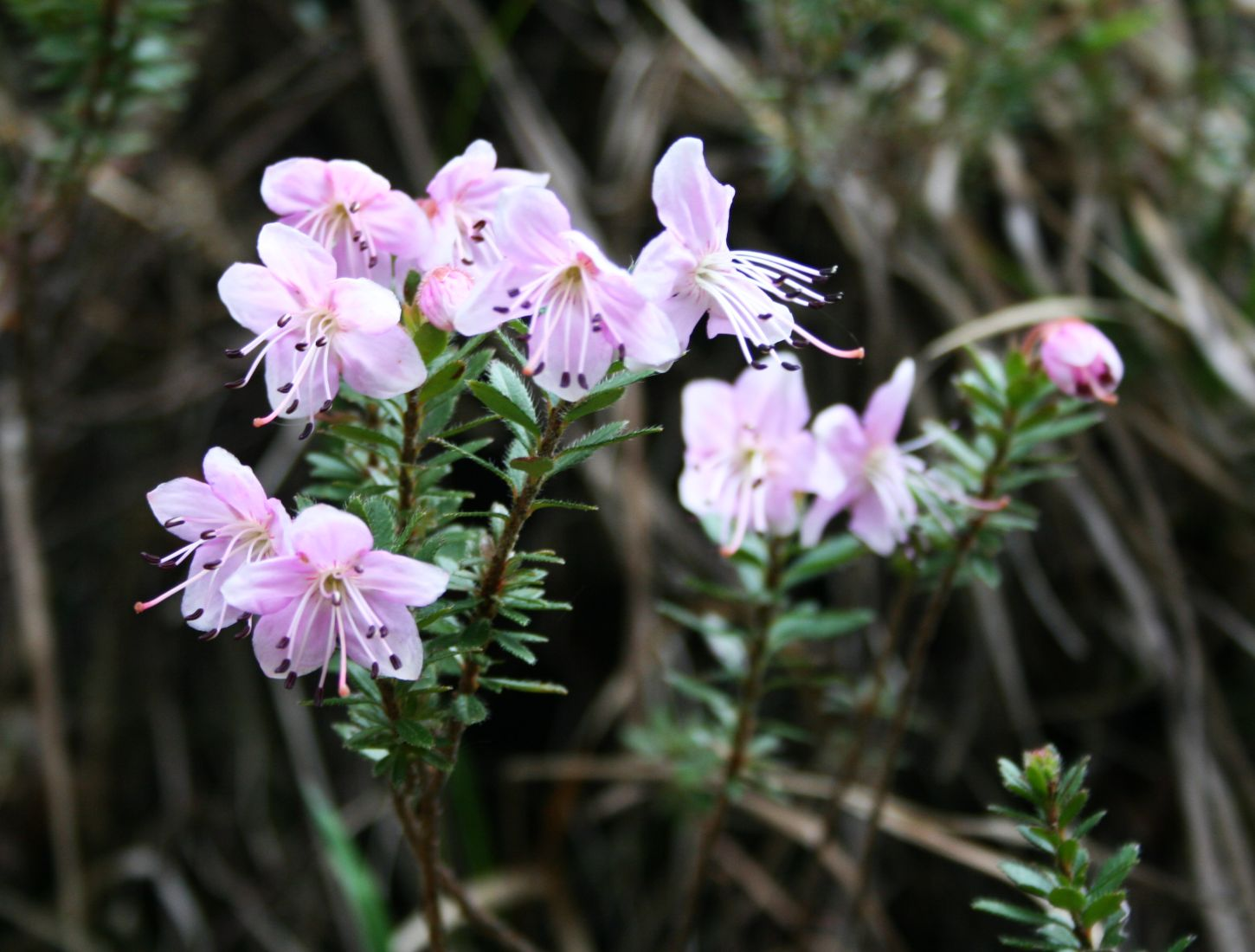
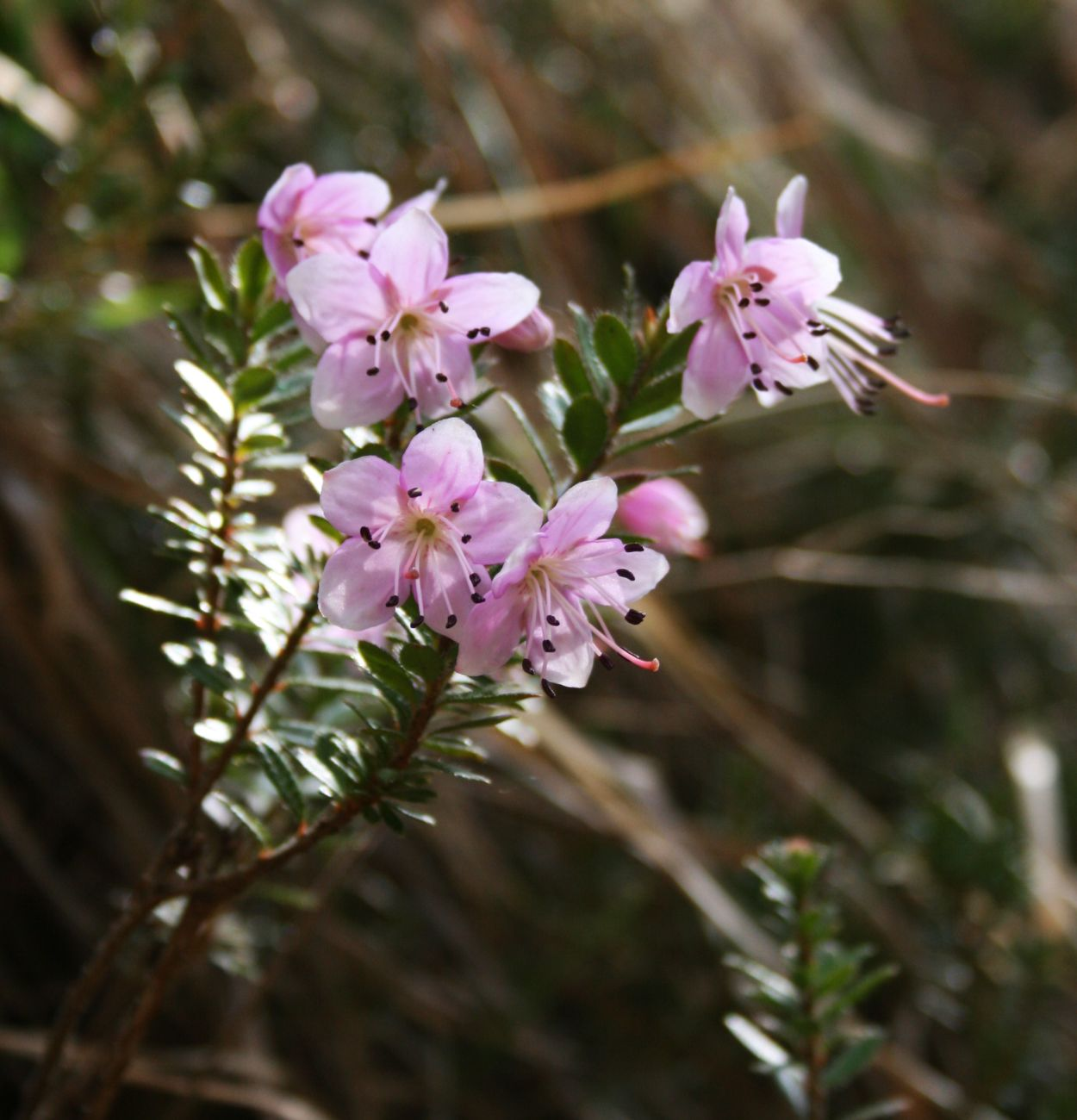
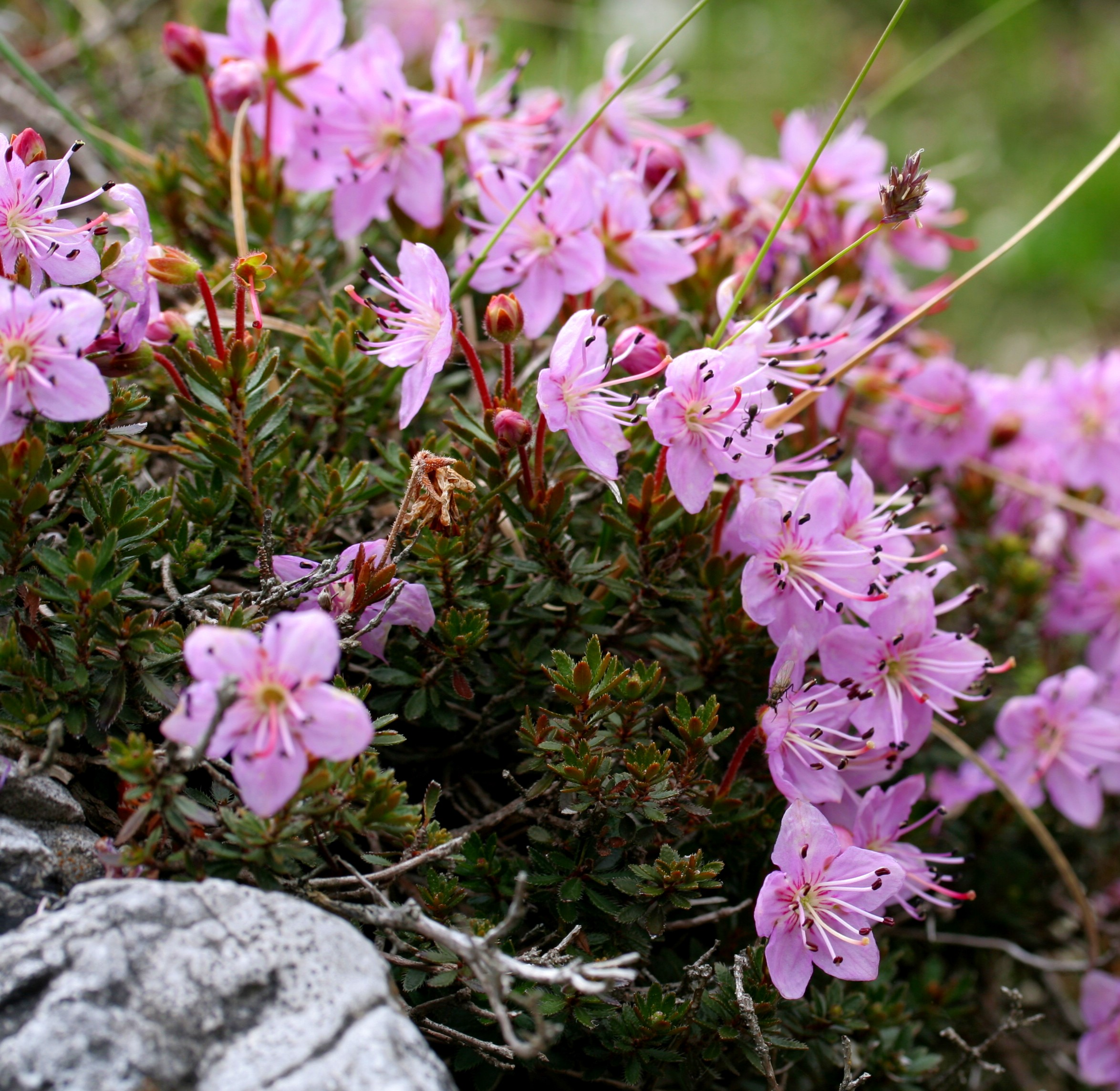
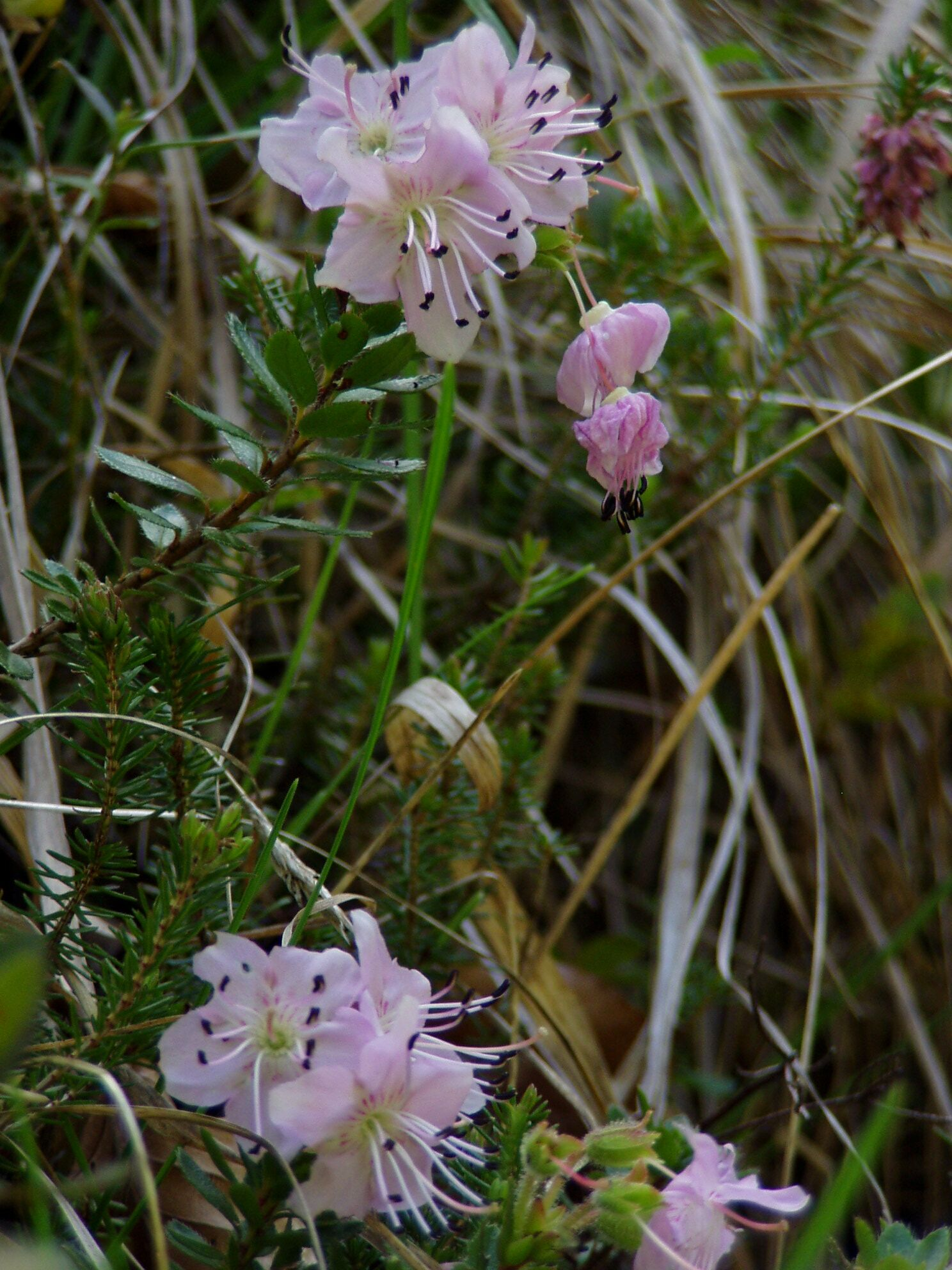